# Hogna subligata
Hogna subligata este o specie de păianjeni din genul Hogna, familia Lycosidae. A fost descrisă pentru prima dată de L. Koch, 1877.
Este endemică în Queensland. Conform Catalogue of Life specia Hogna subligata nu are subspecii cunoscute.